# Управљање ризиком од лавина
Управљање ризиком од лавина обликовало је идентитет алпског становништва, које се сваке зиме суочава са претњом коју лавине представљају људима, животињама, средствима комуникације и осталој инфраструктури. С обзиром на густу насељеност Алпа, феномен лавина је главна брига и колективна одговорност заједница. Вековима су становници и горштаци развијали локално емпиријско знање, стратегије управљања и избегавања ризика као и начине заштите од опасности од лавина. Данас савремени алати попут мерних инструмената и мапирања ризика допуњују традиционално знање које носиоци знања и даље развијају и прилагођавају на терену. Елемент је усађен у свакодневну културу дотичних заједница и подвлачи значај солидарности у кризним ситуацијама. Процена ризика од лавина захтева добро познавање природе, посебно терена, снега, временских услова и прошлих лавина. Данас се нуде бројне активности обуке, а заинтересовани имају приступ широком спектру извора информација као што су лавински билтени, медији, контролне листе, веб странице, приручници и изложбе.
2013. године „Управљање ризиком од лавина“ уврштено је у УНЕСКО-в попис нематеријалне културне баштине Аустрије и Швајцарске.

## Лавина
Лавина је нагло кретање снега низбрдо. То је значајна опасност за људе који живе у глацијалним подручјима или их посећују. Лавина плочастог тешког снега је најопаснији облик овог кретања. Може бити узрокована: великим снегом, крчењем шума (на пример због нових скијашких стаза) чинећи падину мање стабилном, стрмим падинама, јер ово помаже повећању брзине кретања, вибрацијама (на пример од земљотреса, буке или скијаша ван стазе), слагањем снега - на пример тамо где је снег већ на планини и претворио се у лед, а онда свежи снег падне на врх који лако може склизнути доле, и деловањем ветра који нагомилава снег који може надвисити планину.

### Ефекти лавина
Лавина је у стању да омете све што јој се нађе на путу. Путеви и железнице могу бити блокирани. Напајања се могу прекинути. Снажна лавина може чак и да уништи зграде, а људи такође могу страдати. Људи обично умиру од недостатка кисеоника када су закопани у снег, а не од смрзавања.
Лавине се јављају и у подручјима које се користе и за људске активности, попут скијања. Села и градови се такође често налазе у долинама. За људе, економију и животну средину важно је да се управља лавинама.

### Предвиђање лавине
Људи покушавају да предвиде када ће се догодити лавине. На Алпима је „сезона лавина“ између јануара и марта када се догоди већина лавина. Тешко је предвидети где ће се догодити лавине. Историјски подаци, временске информације и подаци о снегу на планини прикупљају се у циљу предвиђања вероватноћа лавине.

## Историја лавина у Алпима
У Алпама се вековима преноси знање о пореклу лавина и начину заштите од њих. На пример, становници Леукербада изградили су зид дугачак 80 метара још 1600. године како би скренули лавине. Зима 1887/1888, са више од 1.000 лавина пријављених у Швајцарској, усмртила је 49 људи и преко 600 животиња. После катастрофе изграђене су галерије, тунели и лавинске баријере како би заштитили железничку пругу. Комисија за истраживање снега и лавина основана је 1931. године. Комисија, састављена од представника шумарства, хидрологије, железнице и електрана, имала је за циљ да побољша мере заштите од лавина. Била је претеча прве лабораторије за истраживање снега и лавина у Давосу, из које је створен Институт за истраживање снега и лавина (СЛФ) 1942. После лавинске зиме 1950/1951, стари потпорни зидови су на многим местима замењени ефикаснијим заштитним конструкцијама од челика, алуминијума, дрвета, жичаних каблова и бетона. У Швајцарској постоји укупно око 500 километара таквих одбрамбених структура.
Готово 2.000 људи изгубило је живот у скоро 1.000 лавина у швајцарским Алпима и региону Јура од 1936. године, известио је СЛФ 2016. године.
У контролисаним областима, 15-годишњи просечни годишњи број жртава опао је са 15 крајем четрдесетих на мање од једне у 2010. Свеукупно, од 1936. године, у Швајцарској је у просеку сваке године у лавинама умрло 23 људи.

## Управљање ризицима од лавина
Систем обухвата прикупљање података, упозорења, предвиђања, истраживања, контроле, мере. Од 1945. године, СЛФ је одговоран за производњу националног билтена лавина два пута дневно, користећи податке прикупљене од 200 људи обучених за тај посао и 170 аутоматских мерних станица испрекиданих широм швајцарских Алпа.
Обучени прогнозари из свих сфера живота - од монаха до домаћица, али све више и запослених на скијалиштима и локалним заједницама - прикупљају основне податке о снегу и временским приликама и снежном покривачу према традиционалним методама старим више од 70 година. Друге земље имају мреже посматрача, али густина швајцарске мреже и ниво обуке и стручности чине је јединственом.
Институт је основан како би помогао хидроенергетским компанијама, железници и туристичкој индустрији у швајцарским Алпама да управљају ризицима од лавина, да путеве држе отворенима и да зими буду безбедни. То је довело до већих истраживања. Данас се институт може похвалити са безброј научних пројеката светске класе из 3Д моделовања лавина са лабораторијски направљеним снегом или употребом дронова за мапирање дебљине снежног покривача.
Једна од истраживачких станица, бетонски бункер смештен високо у планинама комуне Арбаз у кантону Вале, посебна је врста конструкције: камере су постављене иза малих отвора, а радарска опрема усмерена је на супротну страну планине. Лавина брзином 160 км на сат иде ка бункеру. Облак праха гута зграду у року од неколико секунди. У подруму бункера научници посматрају снежну масу путем веб камере. Захваљујући полигону у Арбазу, они могу боље да разумеју лавине и оптимизују заштитне мере.
Дронови се не користе само за спасавање жртава лавина, већ и за истраживање лавина. На пример, научници могу да користе слике снимљене дроновима за стварање дигиталних површинских модела који се могу користити за одређивање дубине снежних наноса.

### Заштите од лавина
Одбрамбене структуре попут челичних мостова и мрежа за снег никнула је преко швајцарских Алпа изнад заштићених шума. Данас се протежу на преко 1.000 километара, штитећи кључне локације попут града Давоса.
Што се тиче покривене површине, шума је најважнија заштита од лавина. Како се део снега сакупља у крошњама дрвећа, температура и ветар у шуми су уравнотеженији, а стабла дрвећа подупиру снежни покривач, снежни покривач у шуми је стабилнији него на отвореном.
Контролисано минирање може вештачки покренути лавине како би привремено осигурало потенцијалне стартне зоне и трагове лавина и спречило веће лавине.
Ако су саобраћајне руте, насеља или скијалишта под високим ризиком, локалне службе безбедности могу издати упозорења, затворити подручје или чак покренути евакуацију. Приступ путевима је изузетно стратешки важан за одржавање економских активности, али и за хитне службе. У планинама сњежне лавине представљају посебно снажну претњу, јер поред жртава и директне штете узрокују губитак приступа мање или више дуготрајно када су мреже већ снажно промењене сезонским затварањем. Први корак истраживања био је геолоцирање и усклађивање у оквиру свих извора информација ГИС-а о последицама лавина на путевима. То је омогућило идентификовање удара лавина на путу од 1937. године, карактеризацију интензитета и типологије оштећења и процену функционалне рањивости мрежа. Други корак био је стварање једноставних индекса ризика од дисфункције и изолације на овом регионалном нивоу. Ови индикатори су моделирани коришћењем теорије графова у ГИС оквиру, интегришући индикаторе активности лавина изведене из прошлих активности са путном мрежом. Добијене излазне мапе треба да олакшају подршку одлучивању за управљање кризама и упоредну просторну анализу на регионалном нивоу.
За планирање у ванредним ситуацијама, стручњаци се, између осталог, ослањају на мапе опасности од лавина. Мапе показују зоне опасности за насеља као и учесталост и интензитет лавинске активности на одређеном подручју. Ако је подручје означено као „у озбиљном ризику“, градња је забрањена.